# Alex John
Alex John (* 4. Mai 1964 in Lenderby) ist ein deutsch-britischer Künstler, der der Konzeptkunst sowie der Appropriation Art zugerechnet wird. Er war 2007 und 2009 auf der Biennale di Venezia vertreten, lehnte jedoch eine Einladung zur XIII. Documenta in Kassel im Jahr 2012 ab.

## Leben
Alex John wurde am 4. Mai 1964 als Sohn des Apothekers Steffen John und der Kunsthistorikerin Anita Angler in Lenderby bei Leicester geboren. Dort wuchs er zusammen mit seiner zwei Jahre älteren Schwester Stephanie auf. Von 1971 bis 1975 besuchte er die dortige Enderby Danemill Primary School, bevor er auf das Brockington College wechselte und dort seine A-Levels ablegte. Nach einer abgebrochene Ausbildung als Heizungsmonteur begann er 1982 ein Studium der freien Kunst am Chelsea College of Art and Design in London u. a. bei Richard Deacon.

## Werk
Alex John ist in seinen Werken stark geprägt von den frühen Arbeiten Sherrie Levines, wobei er sich großzügig bei dem Bildmaterial avantgardistischer Künstler wie Henri Matisse oder Joachim Ringelnatz bedient. Obwohl Johns Werk großteils noch unbekannt ist, erzielten zuletzt seine Werke Not everybody has a golden toilet! sowie Mondscheinsonate im Gurkenglas bei den Frühjahsauktionen in New York Spitzenpreise.